# Sou Benfica – As Canções da Águia

Ver: Todas as Coletâneas

Sou Benfica – As Canções da Águia é uma coletânea da banda portuguesa de rock UHF. Editado em 12 de Maio de 2003 pela Road Records.
Primeira coletânea da banda dedicada ao Sport Lisboa e Benfica. Recupera o tema "Sou Benfica" de 1999, consagrado o novo hino da modernidade do clube. Contém o inédito "Uma Luz de Paixão", uma canção com alguma carga emocional, que aborda a despedida do antigo Estádio da Luz em 2003 e dá as boas-vindas à nova casa do clube. Os UHF foram a última banda a realizar um concerto no antigo estádio antes de se proceder à demolição.
Em 2005 o álbum atingiu a 23ª posição na tabela nacional de vendas, onde permaneceu duas semanas, sendo galardoado com disco de ouro, pelo título de campeão nacional conquistado pelo Benfica nesse ano.

## Lista de faixas
A coletânea, em disco compacto, é composta por onze faixas em versão padrão. O hino oficial do clube "Ser Benfiquista" é da autoria de Manuel Paulino Gomes Júnior. O tema "Orgulho de Portugal" foi composto por Amadeu Diniz da Fonseca. Os restantes temas são da autoria de António Manuel Ribeiro.
| CD             |                                   |                             |         |  |
| N.º            | Título                            | Compositor(es)              | Duração |  |
| 1.             | "Ser Benfiquista"                 | Manuel Paulino Gomes Júnior | 2:07    |  |
| 2.             | "Sou Benfica" (1999)              | António M. Ribeiro          | 3:03    |  |
| 3.             | "Águias de Fogo" (1999)           | António M. Ribeiro          | 3:38    |  |
| 4.             | "Orgulho de Portugal (grito SLB)" | Amadeu Diniz da Fonseca     | 2:51    |  |
| 5.             | "SLB (outra vez)"                 |                             | 3:01    |  |
| 6.             | "Ser Benfiquista II"              | António M. Ribeiro          | 2:52    |  |
| 7.             | "Sou Benfica" (versão Estádio)    | António M. Ribeiro          | 3:04    |  |
| 8.             | "Águias de Fogo" (instrumental)   | António M. Ribeiro          | 3:38    |  |
| 9.             | "Sou Benfica" (instrumental)      | António M. Ribeiro          | 3:03    |  |
| 10.            | "SLB (outra vez)" (instrumental)  | António M. Ribeiro          | 2:24    |  |
| 11.            | "Uma Luz de Paixão" (inédito)     | António M. Ribeiro          | 2:30    |  |
| Duração total: | Duração total:                    | Duração total:              | 30:51   |  |

## Membros da banda
- António Manuel Ribeiro (vocal e guitarra acústica)
- António Côrte-Real (guitarra)
- Fernando Rodrigues (baixo, piano e vocal de apoio)
- Ivan Cristiano (bateria e vocal de apoio)